# Ronny Martens
Ronny Martens  est un footballeur belge, né le 22 décembre 1958 à Grammont (Belgique).
Attaquant très efficace, il a débuté au RSC Anderlecht. Il a aussi joué au KSK Beveren, KAA La Gantoise, FC Malines et RWD Molenbeek. 
Ronny Martens a été présélectionné pour l'Euro 1980 mais n'a pas joué avec l'équipe de Belgique.

## Palmarès
- Présélectionné pour l'Euro 1980
- Meilleur buteur du Championnat de Belgique en 1985 (23 buts) avec le KAA La Gantoise[3]